# Доктор Войно-Ясенецкий — Святитель Лука (поезд)
«До́ктор Во́йно-Ясене́цкий — Святи́тель Лука́» — один из пяти передвижных консультативно-диагностических центров ОАО «РЖД» на базе поезда («поликлиника на колёсах»). Назван в честь русского хирурга и святого православной церкви святителя Луки (Валентина Феликсовича Войно-Ясенецкого). Состав поезда приписан к Красноярской железной дороге.

## История
ПКДЦ «Доктор Войно-Ясенецкий (Св. Лука)» предназначен для оказания медицинских услуг жителям станций и населенных пунктов, расположенных по маршруту следования поезда.
Ремонт и переоборудование пассажирских вагонов типа К/К постройки Германии и багажного вагона модели 61-524 постройки ЗАО «Вагонмаш» под вагоны КДЦ произведены на ОАО «Красноярском электровагоноремонтном  заводе» при капитальном ремонте (КР-2) с дополнительными работами в 2007 году.
Ремонт и переоборудование вагона-ресторана типа СК/к постройки Германии произведен на Новороссийском вагоноремонтном заводе при капитально-восстановительном ремонте (КВР) с дополнительными работами.
С 13 ноября 2007 года поезд совершает поездки на самые отдалённые станции Красноярского края, Кемеровской области и Хакасии.
К декабрю 2010 года поезд совершил 34 поездки, в которых медицинскую помощь получили 54 500 пациентов. Специалисты поезда провели около 30 000 УЗИ-исследований, почти 9000 маммографических исследований, около 106 000 исследований выполнено офтальмологом.
К концу 2011 года поликлиника на колесах приняла 68 тысяч пациентов.

## Состав
Медицинский поезд состоит из 13 вагонов:
- вагоны с медицинскими кабинетами и оборудованием;
- вагон, оборудованный дизель-генератором для автономного энергоснабжения;
- вагоны для проживания и отдыха медперсонала, работающего вахтовым методом;
- вагон-ресторан
- вагон-храм (с 2009 г.).

Все купейные вагоны оборудованы экологически чистыми туалетами «ЭКОТОЛ-В». Комплекс предназначен для удовлетворения физиологических и гигиенических потребностей персонала и пассажиров, а также для гигиенического хранения отходов в сливном баке до их удаления. Рабочий объем бака – 260 л. Стоматологический вагон оборудован душевой кабиной, а вагон-ресторан бытовым помещением,  душевой, раздевалкой, гладильной, прачечной комнатой.
В служебном отделении купейных вагонов установлен кухонный блок. Он предназначен для эффективного выполнения проводником функций по обслуживанию персонала, пассажиров и для личных нужд (мытье, сушка посуды и столовых приборов, обеспечении пассажиров питьевой фильтрованной обеззараженной водой и горячим чаем из аппарата охлаждения/нагрева термоэлектрического с нишей для бутыли с водой). Кроме того, установлен термоэлектрический холодильник в купе проводников и в каждом жилом купе.
В малом коридоре купейных вагонах установлен водонагреватель на 50 л с насосной станцией. Водонагреватель обеспечивает нагрев воды, поддержание температуры и давления в сети водоснабжения для нужд медицинского персонала, пассажиров и обслуживающего персонала.
Все вагоны оборудованы системой водяного отопления. Оно позволяет вести работу нагрева котла отопительного в трех режимах: - электрическое отопление, угольное отопление, жидкостное отопление (дизельное) системой СВОП-КП. Расход дизельного топлива не более 5 кг/час, что позволяет вести работу без дозаправки в течение 100 ч.
Состав оборудован системой спутникового телевидения. Установлена современная спутниковая антенна. Все жилые купе, конференц-зал и купе проводников оборудованы LCD телевизорами. Система работает как на стоянках, так и при движении поезда.
Состав оборудован системой телемедицинских конференций и спутниковой связью в конференц-зале, на крыше вагона установлены две спутниковые антенны. В конференц-зале установлено оборудование с камерой для проведения телемедицинских консультаций. Это позволяет осуществлять сеансы телемедицинской связи — проводить видеоконференции и консилиумы, выходить на связь с ведущими клиниками России
Медицинские вагоны оборудованы системой видеонаблюдения, камеры расположены по коридорам, у входах в пассажирское помещение, в регистратуре. В каждом кабинете медперсонала установлен компьютер и телефон с общей локальной сетью по всему составу.
Персонал поезда включает в себя 38 медиков и 36 человек обслуживающего персонала.

## Медицинские услуги
Поезд спроектирован таким образом, что пациент, зайдя через регистратуру, проходит диагностическую лабораторию и, получив результаты экспресс-анализов, в течение дня обследуется у врачей-специалистов, получая рекомендации по лечению. Специалисты поликлиники на колёсах — кадровые работники Дорожной клинической больницы станции Красноярск ОАО «РЖД». В поезде оборудованы следующие медицинские кабинеты:
- рентгенологический;
- ультразвуковой диагностики;
- функциональной диагностики;
- клинико-диагностическая лаборатория;
- эндоскопический;
- стоматологический;
- перевязочный.

В поезде ведут приём следующие специалисты:
- терапевт;
- хирург;
- эндокринолог;
- офтальмолог;
- невролог;
- отоларинголог;
- уролог;
- гинеколог;
- педиатр.

Поезд оснащён диагностическим оборудованием производства Италии, Японии, России, Германии, Швеции, Австрии и Израиля.